# COGOG-Antrieb
Ein COGOG-Antrieb (für combined gas or gas) ist ein Schiffsantriebskonzept, bei dem zwei verschiedene Gasturbinen auf die Antriebswellen geschaltet werden können. Eine hocheffiziente, leistungsschwächere Turbine wird für die Marschfahrt verwendet, während eine leistungsstärkere Turbine für hohe Geschwindigkeiten zum Einsatz kommt.
Wie beim COGAG-Antrieb besteht der Vorteil im reduzierten Treibstoffverbrauch, da eine kleinere Turbine bei 100 % Leistung weniger Treibstoff verbraucht als eine doppelt so leistungsstarke, die mit 50 % Leistung gefahren wird. Im Unterschied zum COGAG-Konzept werden hier die Turbinen für Marsch- und Schnellfahrt nicht parallel, sondern stets nur einzeln benutzt. Dadurch fällt das komplizierte Sammelgetriebe des COGAG-Antriebs weg, der Preis ist ein höheres Gesamtgewicht des Antriebs bei derselben Maximalleistung.
COGOG kommt vor allem bei Kriegsschiffen zum Einsatz. Beispiele sind die Fregatten der niederländischen Kortenaer-Klasse, die Lenkwaffenkreuzer der russischen Slawa-Klasse und die Zerstörer der kanadischen Iroquois-Klasse.